# Constantin Sava (delegat)
Constantin Sava (n. 8 noiembrie 1866, Jina – d. secolul al XX-lea) a fost un delegat în Marea Adunare Națională de la Alba Iulia, organismul legislativ reprezentativ al „tuturor românilor din Transilvania, Banat și Țara Ungurească”, cel care a adoptat hotărârea privind Unirea Transilvaniei cu România, la 1 decembrie 1918.:p. 77

## Biografia
Constantin Sava a fost învățător timp de 41 de ani în comuna Jina, județul Sibiu.

## Activitatea politică

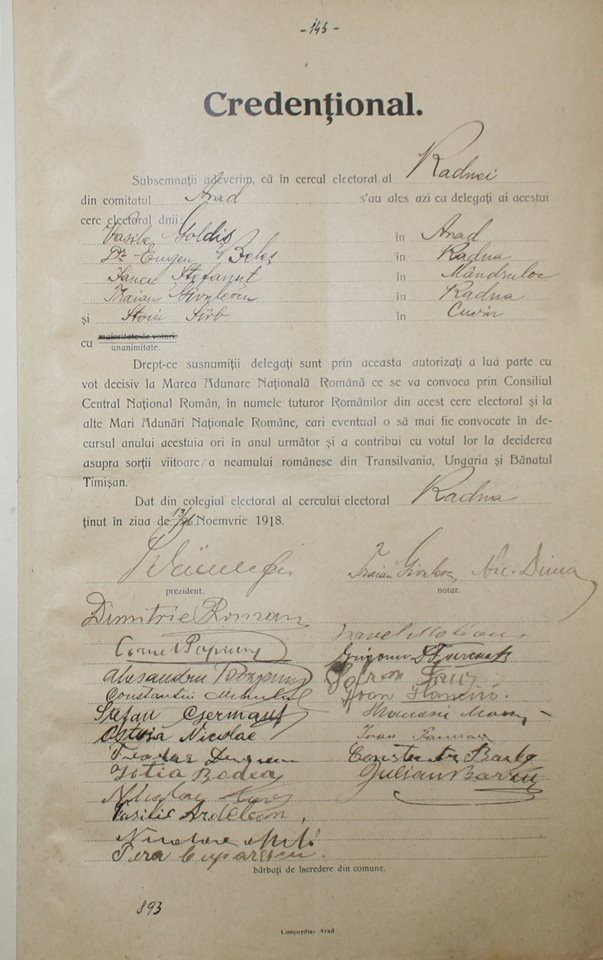
Credențional

Constantin Sava a fost delegat al comunei Jina la  Marea Adunare Națională de la Alba Iulia.